# Steckborn
Steckborn é uma comuna da Suíça, no Cantão Turgóvia, com cerca de 3.219 habitantes. Estende-se por uma área de 8,84 km², de densidade populacional de 364 hab/km². Confina com as seguintes comunas: Berlingen, Gaienhofen (DE-BW), Homburg, Mammern, Öhningen (DE-BW), Raperswilen.
A língua oficial nesta comuna é o Alemão.

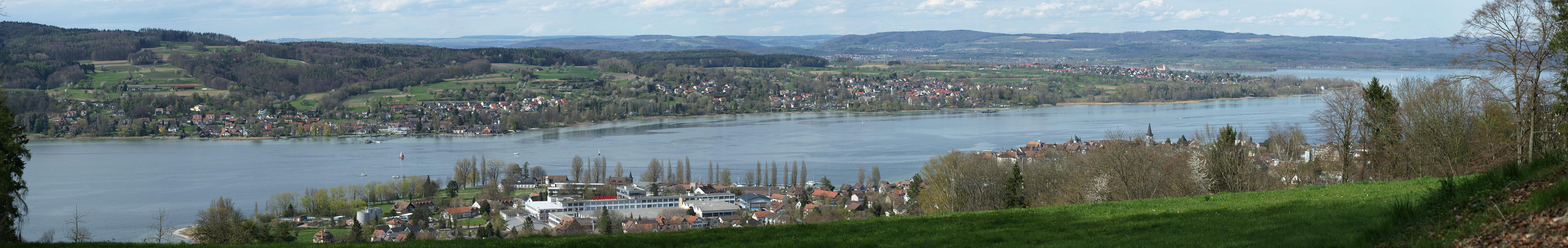
Steckborn